# 인민해군
인민해군(독일어: Volksmarine)  은 독일민주공화국의 해군이었다. 인민해군은 국가인민군 소속이었고, 1956년 창설되었고 1990년 10월 2일에 해체되었다.

## 역사
2차대전 이후 냉전이 도래하면서 소련이 동독의 재무장을 주도하면서 자연스럽게 해양 부대도 창설되게 되었다.
1950년 초에 소련 해군 장교의 도움으로 해양경찰 중앙관리본부(Hauptverwaltung Seepolizei)가 창설되었고 1952년 7월 1일에 인민해양경찰(Volkspolizei–See)로 개칭되었다. 1946년에 창설된 독일 국경 경찰 소속 국경 해양 경찰과 인민해양경찰이 통합되고 재조직되면서 1952년에 8000여명의 병력을 보유하게 되었다.
1956년 3월 1일에 국가인민군이 창설되면서 자연스럽게 인민해양경찰도 국가인민군 해양 부대로 확대 개편되었다. 국가인민군 해양 부대는 창설당시 10000명의 병력을 보유하고 있었다.1960년 11월에 해양 부대는 인민해군으로 확대되면서 본격적인 독립부대가 되었다.다음해인 1961년에 인민해군은 함선들을 보유하게 되었는데 해안경비함,어뢰정들이 소련에 의해 조달되었고 헬리곱터와 보조항공기와 같은 항공전력은 폴란드에서 구매했다.
베를린 장벽을 건설하는 동안인 1961년 8월 13일에 해안 국경 경찰 여단(GBK)이 인민해군에 흡수되면서 규모는 커졌다. 1965년에 인민해군이 재조직하면서 공격부대와 어뢰정들이 결합한 독립 소함대(제6 소함대)가 창설되었고 뤼겐 섬을 기지로 삼았다.1970년대에 인민해군은 18000명의 병력을 가졌고 1980년대에는 일부 함정이 소련제 전폭기로 대체되었다.
1988년에는 동독과 폴란드간 해상분쟁때문에 폴란드 인민공화국 해군과 적대적인 대치를 하기도 했었다. 후속 협상에서 분쟁 해역의 3분의 2가 동독에 할양되었다.
1990년 10월 2일에 공식적으로 해체되었다.일부인원은 독일 해양경찰에 흡수되었고 대부분의 함선과 항공기들은 폐기되거나 판매되었다.

## 활동
인민해군의 주된 작전범위는 발트해였고 통상적인 임무는 소해함과 전자정보함으로 광역정찰활동을 하는 것이였으며 대 나토 전쟁시 발트 연안의 적성국에 상륙하는 소련군을 엄호하는 임무를 맡았다. 1961년 11월 1일부터 인민해군에 소속된 제6국경여단(해안)은 동독을 탈출하려는 사람들을 감시하는 주된 임무를 맡았기에 해안을 따라 소형 순찰선과 초소들을 배치했다.

## 편제
사령부는 로스토크에 있었다.
- 제1소함대 - 페네뮌데
- 제4소함대 - 로스토크-바르네뮌데
- 제6소함대 - 뤼겐 섬
- 제6국경 여단(해안) - 로스토크

<독립부대>
- 어뢰기술지원중대
- 해군헬리곱터비행단
- 해군항공비행단
- 해군정비대대
- 전투수영사령부
- 해안미사일연대
- 해안방어연대
- 해군프로파간다중대
- 해안수로서비스부대

## 장비
- 상륙함
- 소해함 및 기뢰부설함
- 고속어뢰정
- 해안경비함
- 구잠함
- 정보함
- 훈련함
- 지원항공기

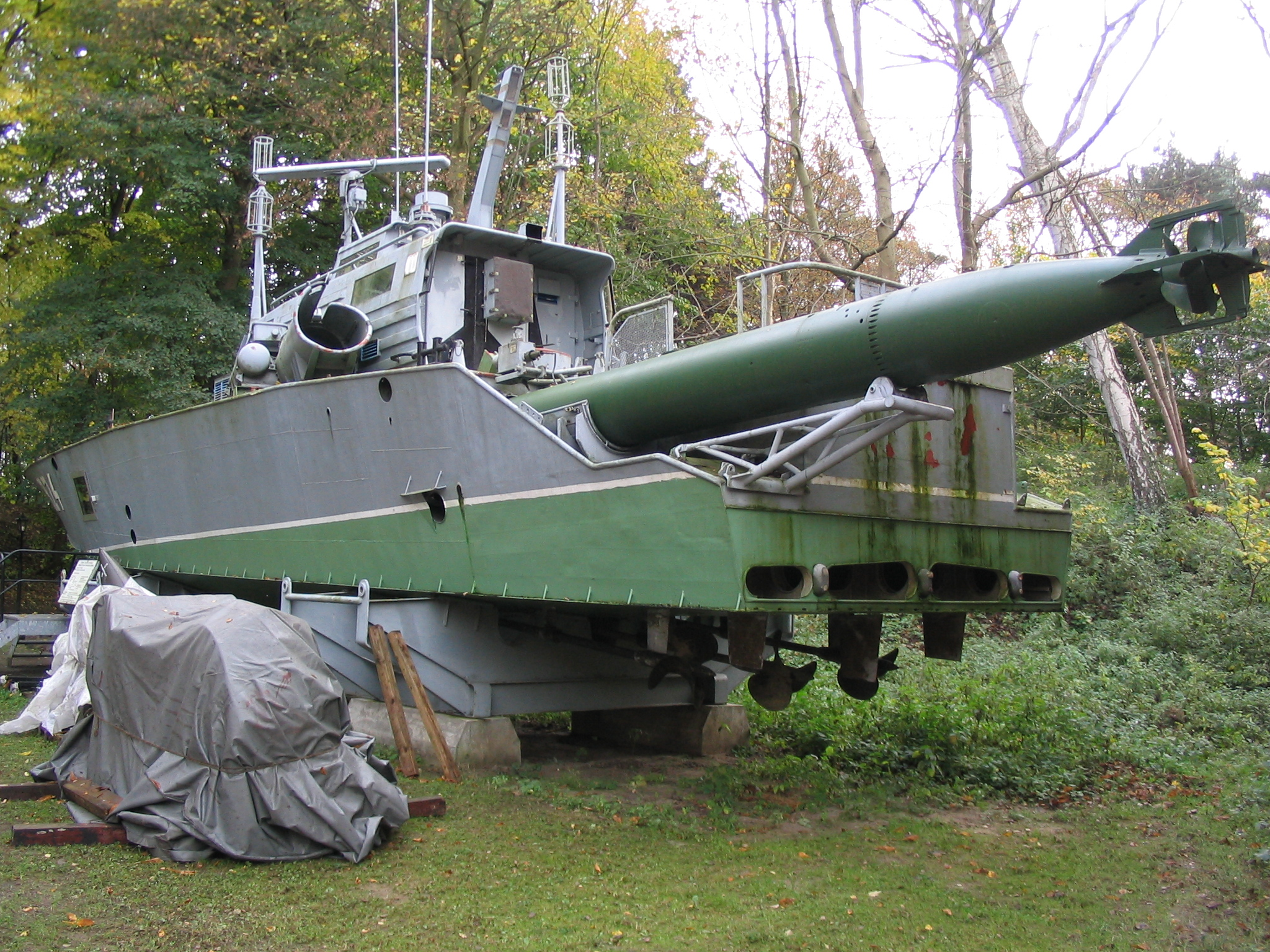
동독에서 제작된 프로젝트 131 리벨레급 어뢰정

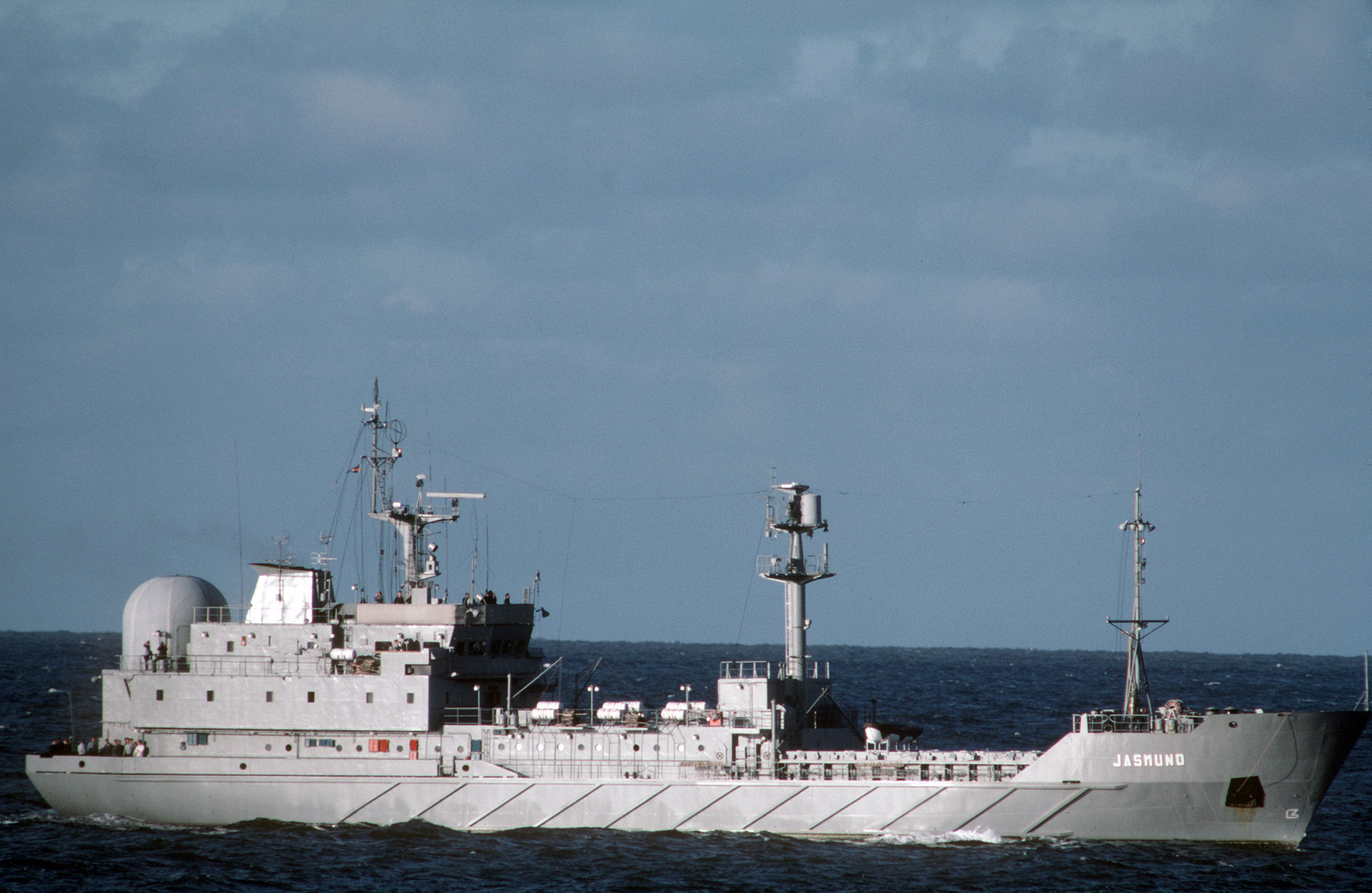
정보함 야스문트

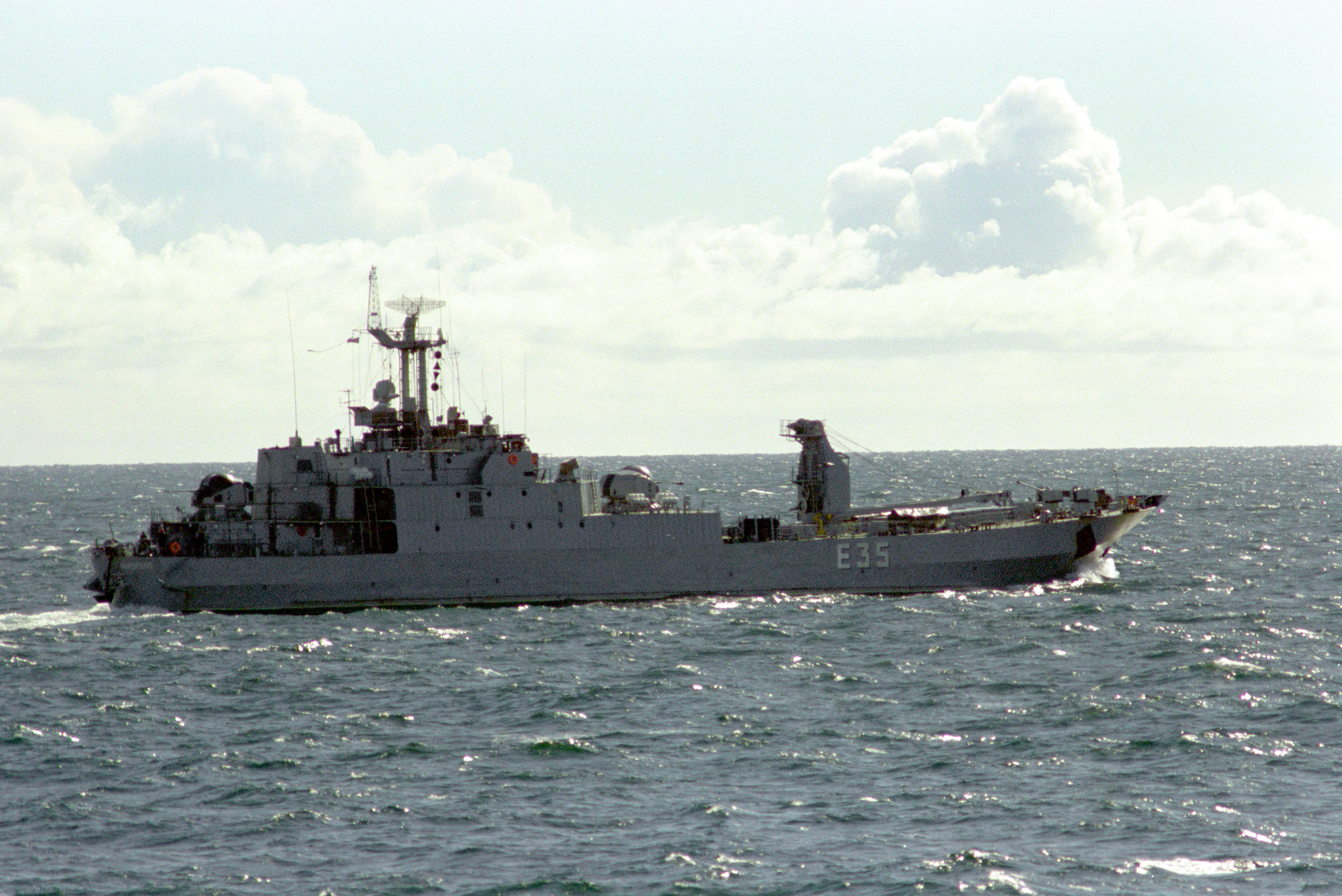
프로쉬-2급 지원함

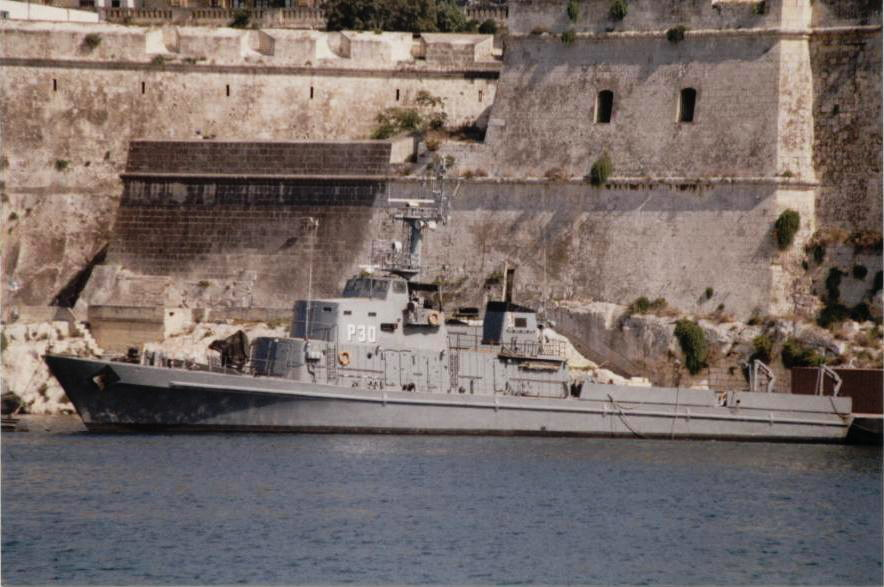
콘도르급 소해함

- 3개의 헬리곱터 편대:밀 Mi-4, 밀 Mi-8, 밀 Mi-14
- 전폭기:Su-22M4

## 같이 보기
- 국가인민군
- 동독의 상과 훈장들